# Hesionidae
Los hesiónidos (Hesionidae) son es una familia de anélidos poliquetos del orden Phyllodocida.

## Géneros
Contiene los siguientes géneros:
- Alikuhnia (including Anophthalmus Alikunhi, 1949
- Anoplonereis Giard, 1882
- Cirrosyllis Schmarda, 1861
- Friedericiella
- Hesiocaeca Hartman, 1965
- Hesiodeira Blake & Hilbig, 1990
- Hesiolyra Blake, 1985
- Hesionella Hartman, 1939
- Heteropodarke Pleijel, 1999
- Leocratides Ehlers, 1908
- Mahesia Westheide, 2000
- Neopodarke Hartman, 1965
- Orseis Ehlers, 1864
- Oxydromus Grube, 1855<
- Parahesione Pettibone, 1956
- Parapodarke Czerniavsky, 1882
- Periboea Ehlers, 1864
- Podarke Ehlers, 1864
- Pseudosyllidia Czerniavsky, 1882
- Sinohesione  Westheide, Purschke & Mangerich, 1994
- Struwela Hartmann-Schröder, 1959
- "Wesenbergia" Hartman, 1955